# Babilon
Babilon vagy Babilón – ami a magyar nyelvbe a görög Babülón alakból került be – egy ókori mezopotámiai akkád–amorita város volt az Eufrátesz partján, és fontos szerepet játszott a korszak történetében.
Romjai a mai Irakban, el-Hilla városa közelében fekszenek.
2019-ben a várost a világörökség részévé nyilvánították.

## Elnevezése
Akkád neve sumer névalakból alakult ki, Narám-Szín idején ka2-dingir-raki, később ka-d(raki-ma, még később ba-ab-dingirki. Szumuabum idején gal ka2-dingir-ra3ki, ami „nagy, tiszta istenkapu”-t jelent. A ba-ab sumer kifejezés akkádul bāb-nak hangzott, a ra3 sumer szó akkádul ellu („rituális tisztaság”), így alakult ki a bāb-ellu szóösszetétel.
Báb-ili/Báb-iláni („az istenek kapuja”), héber neve Babel (בבל) volt, ebből származik a bibliai Bábel alak. A kassúk uralma idején Karduniasnak hívták és később az asszír királyok is gyakran ezen a néven hivatkoztak rá Bábili és az ismeretlen jelentésű Babilla mellett. Ezt az akkád népetimológia később az értelmes, hasonló hangzású „Istenek kapuja” névre cserélte fel.

## A város története

Babilon Hammurapi idején

Babilon presumer eredetű nevéből eredően feltételezhetően már az i. e. 4. évezredben létezhetett. Babilonnak, Marduk isten legfőbb kultuszhelyének első említése az akkád Sarrukín idejéből (i. e. 24. század végéről) származik. A város fokozatosan növekvő jelentőségét mutatja, hogy a III. uri dinasztia idején már tartományi székhely volt. Az i. e. 20. század körül amoriták szállták meg a vidéket, és Babilonban is ők alapítottak dinasztiát. Az i. e. 19. század végén még I. Samsi-Adad Asszíriájának vazallusa volt, ám Samsi-Adad fiának, I. Ismé-Dagannak már az Óbabiloni Birodalom alapítójától, a törvényeiről nevezetes Hammurapitól (i. e. 1792 – i. e. 1750) már tartania kellett. (Az nem bizonyítható, hogy valóban hűbéressé is tette volt hűbérurát.)
Ebben a korban a város már egyértelműen a Sumer és Akkád Birodalomnak – együttes nevén innentől fogva Babilónia – központja volt, azonban az alapítója halála után egyre gyengülő és mind kisebb területet ellenőrző Hammurapi-dinasztia uralmát i. e. 1595-ben megdöntötte I. Murszilisz hettita király váratlan támadása. Az ezt követő kassú uralom alatt a királyokat továbbra is Babilonban koronázták meg, de mind nagyobb jelentőségre tett szert a két környékbeli város is, a Nergal-szentélyéről híres Szippar és a Nabút mindenek felett tisztelő Borszippa.
Az i. e. 1. évezredben politikai szempontból Babilon egyértelműen Asszíria alárendeltje lett, azonban Marduk kultusza miatt a kiemelt kulturális és vallási szerepe megmaradt, és valamiféle belső önkormányzattal rendelkezhetett. A politikai helyzetet viszont bonyolította, hogy Babilóniába számos arámi és kháld népcsoport települt, amelyek a helyi elittel és a délkeleti Elámmal összefogva több esetben megkíséreltek elszakadni az asszír birodalomtól.
Asszíriában az egyes uralkodók eltérően viszonyultak a szent városhoz. Szín-ahhé-eríba i. e. 689-ben porig rombolta a várost, istenszobrait pedig elszállíttatta, illetve megsemmisíttette. Fia, Assur-ah-iddína és unokája, Assur-bán-apli ezzel szemben bőséges segítséget adott Babilon újjáépítéséhez.
Az Újbabiloni Birodalom központjaként lett igazi világváros Babilonból. A Nabú-apal-uszur király által megkezdett építkezéseket fia, II. Nabú-kudurri-uszur (i. e. 605 – i. e. 562) fejezte be. Ekkor készült el az ókori világ hét csodája között említett két építmény: a kék mázas cseréppel borított, rendkívül impozáns városfal, valamint Szemiramisz függőkertje. Ez utóbbi helyét a mai napig sem sikerült pontosan meghatározni.
Mivel az utolsó királytól, a múzeumot alapító Nabú-naidtól i. e. 539-ben ostrom nélkül – sőt a Marduk-papság támogatásával – sikerült II. Kurus perzsa királynak átvenni a hatalmat, a frissen felújított, gyönyörű város megmaradhatott (az egyik) királyi székhelynek. Sőt, az i. e. 4. század végén a keleti despotizmus eszmeiségét átvevő III. Alexandrosz is Babilonban rendezte be fővárosát. Ő kezdte el a lebontatását a város híres zikkuratjának, a bibliai Bábel tornyát megihlető Étemenanki-nak (nevének jelentése: az Ég és Föld háza). Eredetileg újjá akarta építtetni, ám amikor meghalt (i. e. 323) még épphogy befejeződtek a bontási munkálatok, utódai pedig már nem folytatták a város restaurálását. A Szeleukida Birodalom uralkodói már egy újonnan alapított, Tigris-parti városban, Szeleukeiában rendezkedtek be. Egy i. e. 275-re datálható tábla arról értesít minket, hogy Babilon lakóit az új város építésére deportálták át Szeleukeiába. Ezt a világ egykori központja, Babilon már nem élte túl és soha többé nem népesült be újra.

## Társadalma
A Hammurapi-féle „törvénykönyv” a következő három társadalmi kategóriát különböztette meg.
- Awélum – Jelentése: ember. A Hammurapi-féle „törvénykönyvben” a legmagasabb társadalmi helyzetű, szabad, teljes jogú személy.
- Muskénum – A Hammurapi-féle „törvénykönyv” ranglétráján a szabadok és a szolgák közt elhelyezkedő, valamely nagyobb szervezőegységtől (palota, templom) függő, elkötelezett személy.
- Wardum – Jelentése: szolga. A Hammurapi-féle „törvénykönyv” legalacsonyabb rangú kategóriája. A szónak rabszolgaként való értelmezése nem szerencsés, mert saját tulajdona lehetett, szabadon házasodhatott, és a rendelkezések őt is védték.

## Városkép

Istár oroszlánja

Babilon istenének – Marduknak – a hat lépcsős, majd száz méter magas templomtornya fontos tájékozódási pont volt az utazók számára. A másik jellegzetessége az volt, hogy az egész várost hegyesszögű derékszög metszetű, mintegy 18 m magas agyagtégla falak vették körül, amelyek a tágas síkságon már a távolból felismerhetőek voltak. Miután a vándor egy széles árkon, majd a fal valamelyik kapuján átjutott, a kettős erődítményfal belső falát pillanthatta meg. Ezek az erődfalak a folyó mindkét partjára merőleges irányban épültek, egy-egy téglalapot alkotva.
Az Eufrátesz keresztülfolyik a városon, két különböző részre osztva azt.
Északon a falakon belül a király 18 m magas, agyagtéglákból épített alapokon álló nyári palotája állt. A folyó mentén haladó utat felvonulási útnak nevezték és az egyik városkapuhoz, pontosan az Istár-kapuhoz vezetett. Újévi ünnepek alkalmából itt vonult fel a nép. Nabukodonozor az utat Aibur-sábának nevezte, amely annyit jelent: ,,nem győzhet az ellenség". Az Istár-kapunál mérve a 3,72 m széles külső falat „Nimiti-Bél”-nek nevezték. Húsz-húsz méterre egymástól merőlegesen előreugró tornyok magasodtak rajta. Az erődítményen belül a második fal, az úgynevezett „Imgur-Bél” helyezkedett el.

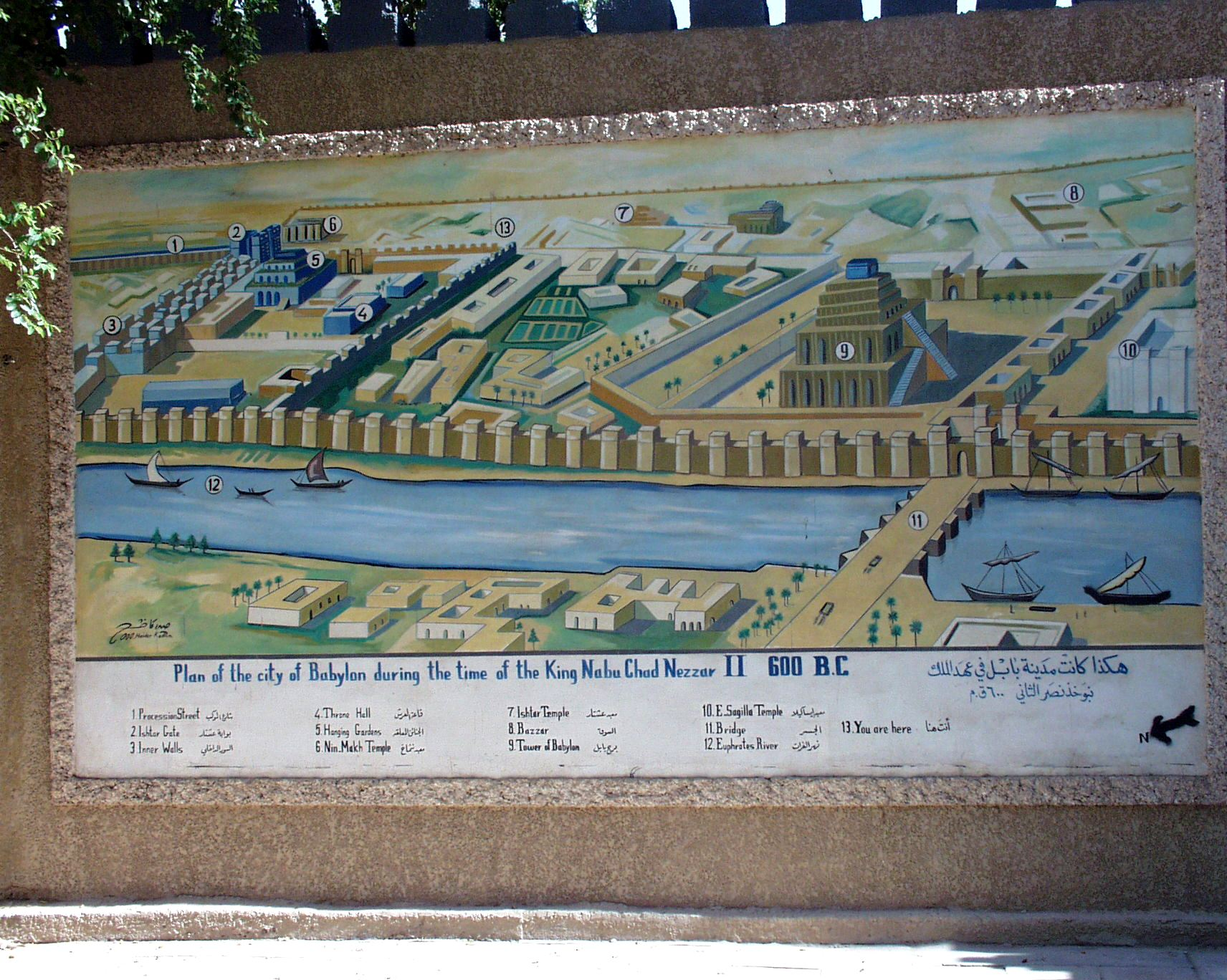
Babilon látképének rekonstrukciója

Az Eufrátesztől keletre helyezkedett el az óváros, amelyet szintén körülvett egy erődítmény.
Közvetlenül az Eufrátesz mentén, mindkét belső falon kívül volt a fővár ahol a palotamúzeum működött, itt a király korábbi korokból és más területekről származó műtárgyakat őrzött.
A belső városfal mögött volt a déli palota, amely az udvartartás és a közigazgatás céljait szolgálta.
A palota mellett volt még Marduk templomkörzete, és itt volt Babilon központja is a város legnagyobb bazárjával, ahol a Föld minden tájáról származó termékekkel kereskedtek.
Babilon alaprajza áttekinthető volt: hosszú, egyenes utcák szelték át a várost, melyek azt négyszögletes területekre tagolták.
Az újváros lakónegyedekből állt. Mivel ezt a területet nem védték a falak, támadáskor az ott lakóknak el kellett hagyniuk a lakóhelyeiket.

### Az Istár-kapu és a falak

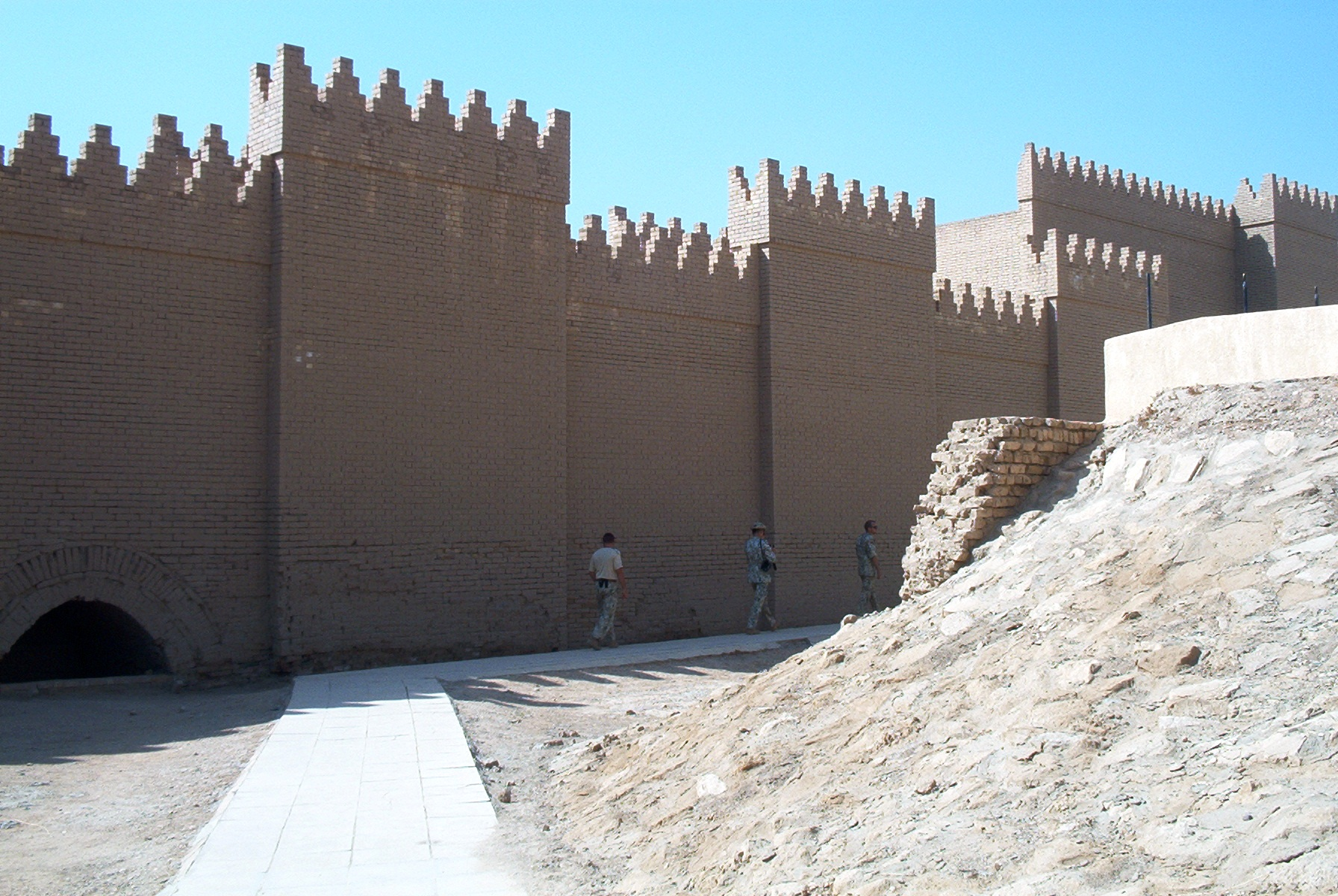
Babilon rekonstruált falai

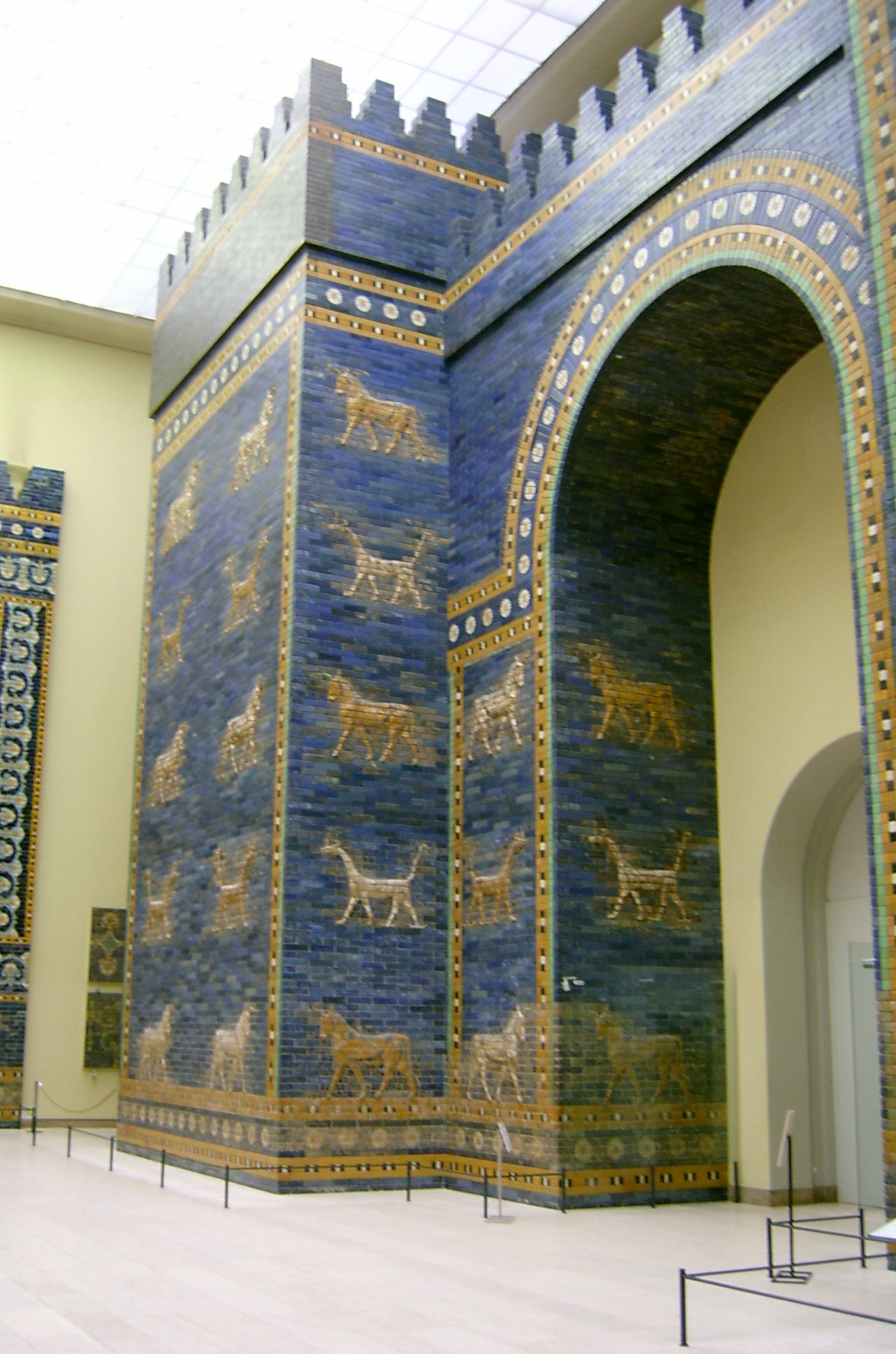
A berlini Pergamonmuseumban őrzött, rekonstruált Istár-kapu

A Babilon több százezer lakosának biztonságát óvó hatalmas falrendszerről Hérodotosz így írt: „A falak tetején egymással szemben emeletes épületeket húztak fel, közöttük pedig egy négyesfogatnak is elegendő utat hagytak. A falakon körben száz torony áll, amelyek, akárcsak az ajtók és küszöbök, bronzból készültek.”
A régészeti leletek tanúbizonysága szerint a külső falak mintegy 8 kilométer hosszúak voltak. A város maga nagyrészt az Eufrátesz bal partján feküdt de a túlsó oldalra is átterjedt, a közlekedést híd könnyítette meg. A két királyi palota (az északi és déli palota) közvetlenül a folyóparton, a belső fal két oldalán helyezkedett el. Pontosan mellettük állt a világhírű Istár-kapu, amelynek ma már csak 15 méter mély, téglákból álló alapozása és az égetett cserepei maradtak meg. Ezeket összeállítva a kapu rekonstruált magassága 14,3 méter lehetett. A rajta látható állatábrázolások (Adad bikái és Marduk sárkányai) mázatlan, bitumenbe ágyazott téglákból álltak a talajszint közelében, feljebb pedig domborműves, mázas téglákból.
Az Istár-kapu a belsővárosi Marduk-templomtól (Észagíla) a külső negyedben fekvő Akítu-templomig nyúló, „amelyen az ellenség nem juthat át” nevet viselő felvonulási úton feküdt. A felvonulási út falait a hasonló módon kialakított, Istárt jelképező oroszlánok díszítették.
A városban a 4. század folyamán még gyakorolták Bél és Béltija kultuszait.

## Feltárás

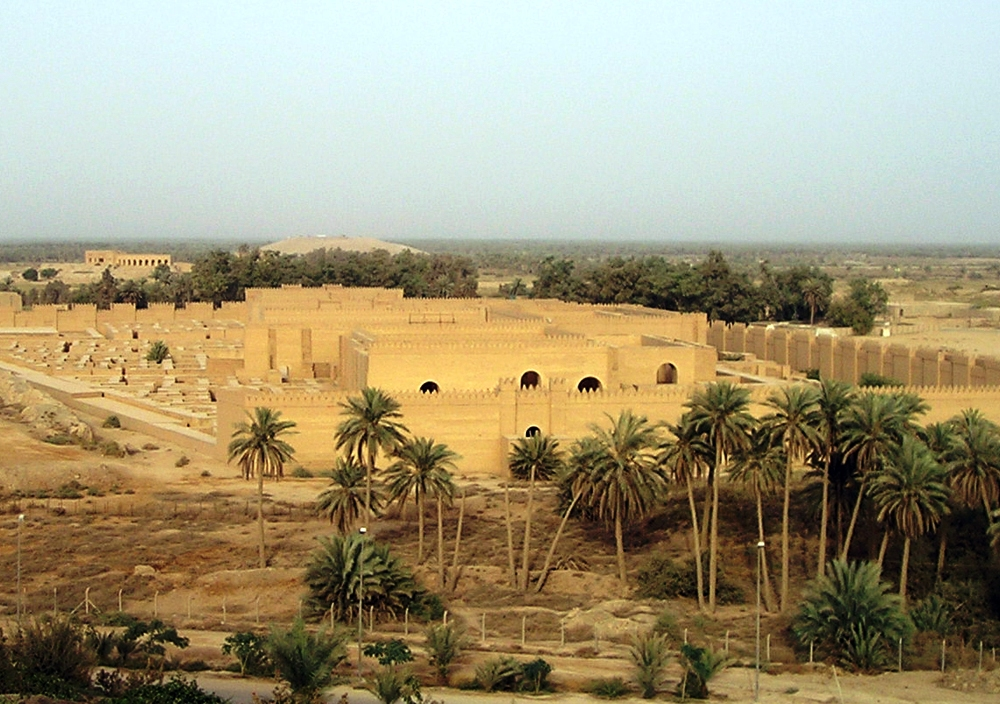
Romos falak

Az első jelentős ásatásokat a 20. század elején Robert Koldewey végezte, aki főként II. Nabú-kudurri-uszur korának, azaz az i. e. 6. század korszakának Babilonját ásatta ki. Babilon abban az időben volt a legszebb. Sajnálatos módon az ásatások során csak az i. e. 2. évezredi rétegekig jutottak el, így Hammurapi korát csak részletekben sikerült feltárni.
Babilon helyét – ma három nagyobb domb az Eufrátesz bal partján – a klasszikus források és az ékírásos leletek alapján határozták meg. 1899-cel kezdődően számos feltárást folytattak itt. Szaddám Huszein idején Babilonban számos épületet restauráltak, több helyen elhelyezve a diktátor képét és feliratait (például több téglára felíratta, utánozva a hajdani mezopotámiai szokást, hogy „Építtette Szaddám Huszein, Nabú-kudurri-uszur fia Irak dicsőségére.”) A 2003-as iraki háború során egy amerikai osztag helikopteres bázist alakított ki a térségben, ami régészek szerint óriási fizikai károkat okozott – igaz ugyanakkor meg is védte Babilont a műkincsrablóktól.